# Mitruša
Mitruša je brdo u Bosni i Hercegovini. Nalazi se iznad mjesta Crnići, na samoj granici s Hrvatskom. Najviši vrh nalazi se na 431 m.n.m.

## Gradina na Mitruši
Na vrhu Mitruše (u smjeru od jugoistoka ka sjeverozapadu) nalazi se prapovijesni gradinski kompleks Velika Mitruša, naselje iz brončanog i željeznog doba čiji su sustav obrane činila tri suhozidna prstena, te s pristupne strane još jedan suhozidni luk.
Središte gradine je kamena zaravan promjera 40 metara, nekada opasana suhozidom. Drugi suhozidni prsten je opsega oko 180 m. Vrlo je vjerojatno da su u njemu postojala dva izlaza: jugozapadni s pogledom na Naronu i Neretvu, a drugi na sjeveroistoku, oba širine 3-4 metra. Treći prsten je opsega oko 450 m. Kao i drugi prsten, i ovaj je vjerojatno imao izlaz, okrenut prema Naroni. Izvan njega, sa sjeverozapada je još jedan suhozid lučnog oblika, dug 90 m, u kojem su dva izlaza širine 3 metra (svaki). Na površini su pronađeni neornamentirani keramički ulomci, bez mogućnosti pobližeg određivanja, ali su vrlo slični onima koje je pronašao Ivan Marović u kamenim gomilama na području Narone.
Budući da su Daorsi nastanjivali i lijevu i desnu obalu Neretve te trgovali s Grcima u Naroni, za pretpostaviti je da je ova gradina bila u njihovu posjedu. Strateški gledano, bila je važno mjesto nadzora nad naronskom lukom i zaleđem, pogotovo imajući u vidu da se s nje pruža pogled na deltu Neretve od Čapljine do Kule Norinske, te do brdskog lanca Hutova na istoku i vrhova Mihovil i Veliki Šibenik (Vrgorsko gorje) na zapadu. S obzirom na to da su pronađeni keramički ulomci nagorjeli, vrlo je vjerojatno stradala u požaru, i to (moguće) u sukobima Ardijejaca i Daorsa u 4. stoljeću prije Krista ili možda u kasnijim delmatskim pljačkaškim pohodima. Gradina je datirana u brončano i željezno doba. Slična je s drugim u bližoj okolini: Obale (Radišići) te Žuželj (Miletina), a spominjana je u radovima Carla Patscha, te Ive Bojanovskoga.